# Американският приятел
„Американският приятел“ (Немски: Der amerikanische Freund) е филм ноар от 1977 г. на режисьора Вим Вендерс. Филмът е адаптация на романа от 1974 г. „Играта на Рипли“ от Патриша Хайсмит. Историята обхваща престъпника Том Рипли (Денис Хопър) и Йонатан Цимерман (Бруно Ганц), неизлечимо болен човек от средната класа, занимаващ се с рамкиране на картини, когото Рипли подтиква към това да се превърне в убиец. Филмът използва необичайна концепция за „естествен“ език: Цимерман говори на немски със своето семейство и своя доктор, а разговорите с Рипли и по време на престоя му в Париж са на английски език.

## Сюжет
Внимание:  Текстът по-долу разкрива сюжета на произведението (или части от него)!
Том Рипли (Денис Хопър) е богат американец, живеещ в Хамбург, Германия. Той е замесен в схема за фалшифициране на произведения на изкуството, където той се появява на аукциони, в които ролята на Том е да вдига цената на въпросните фалшификати, за да увеличи своята печалба. На един от тези аукциони, той е представен на Йонатан Цимерман (Бруно Ганц), умиращ от левкемия човек, който прави рамки на картини. Цимерман отказва да се здрависа с Рипли с думите „Чувал съм за теб“.
Френски престъпник, Раул Мино (Жерар Блейн), поръчва на Рипли убийството на член от враждуващата банда. Последван е отказ от страна на Рипли, но и предложението му Цимерман да извърши престъплението. Рипли разпространява слуховете за внезапното влошаване на болестта на Цимерман. Мино предлага голяма супа пари за убийството на гангстера. Първоначално Цимерман отказва, но мисълта за оставащото му време живот и желанието да осигури финансово семейството си, в крайна сметка приема предложението. Заминава за Франция, заедно с Мино за да получи второ медицинско мнение, отнасящо се до болестта. Мино организира фалшификация на изследванията, за да накара Цимерман да очаква най-лошото. Планът е да застреля гангстера на метростанция в Париж. Преди и след стрелбата, Рипли посещава магазина на рамки на Йонатан. Те двамата създават приятелска връзка, без знанието на Цимерман за участието на Том в убийството.
Мино отново посещава Рипли, изразявайки удовлетворението си от добре свършената работа на Цимерман. Том вече е започнал да се привързва и да харесва Цимерман. Следва втора поръчка за убийство на друг гангстер, която трябва да се извърши по време на пътуване във влак. Преди Цимерман да извърши поръчката, той е хванат от бодигард и всичко се обърква. Рипли се появява и помага на Джонатан да екзекутират мишената и нейната охрана. След това при следващата им среща Рипли признава на Цимерман, че е замесен и самият е направил предложението на Мино. Когато се връща у дома, Рипли се скарва с жена си, Мариан (Лиза Кройцер), която е изгубила доверието в мъжа си.
Цимерман получава мистериозни телефонни обаждания, подозирайки че мафията е по петите му. Мино потвърждава теорията като му разкрива, че апартаментът му в Париж е взривен. Рипли води Цимерман в своето имение, където чакат в засада убийците. В крайна сметка успяват да ликвидират пристигналите наемници и скриват телата им в линейката, с която са дошли. Преди да успеят да се отърват от доказателствата, Мариан пристига, за да каже на Цимерман, че медицинските изследвания са фалшифицирани. Рипли предлага да разрешат семейните проблеми, но преди всичко да се отърват от телата. Линейката и семейната кола пътуват към морето, заедно с Рипли, Мариан и Цимерман. Спират на отдалечен плаж. Том Рипли полива превозното средство с бензин и го запалва. Цимерман тръгва заедно с жена си като изоставя Рипли. По пътя съпругът умира на волана, а съпругата му Мариан се спасява, дърпайки ръчната спирачка. На плажа Рипли казва „Така или иначе успяхме, Йонатан. Пази се.“

## В ролите
- Денис Хопър – Том Рипли
- Бруно Ганц – Йонатан Цимерман
- Лиза Кройцер – Мариан Цимерман
- Жерар Блейн – Раул Мино
- Никълъс Рей – Дерват
- Самюъл Фулер – Американецът
- Петер Лилиентал – Маркангело
- Даниел Шмид – Играхам
- Жан Юсташ – Добронамерен мъж
- Лу Кастел – Родолф
- Андреас Дедеке – Даниел
- Дейвид Блу – Алън Уинтър

## Продукция
Вим Вендерс е бил фен на Патриша Хайсмит и е искал да адаптира една от нейните новели. Когато е научил, че правата на избраните от него новели са били вече продадени, той се среща с автора и тя му предлага все още непубликувана версия на „Играта на Рипли“, който е публикуван през 1974 г. Вендерс използва елементи от „Рипли под земята“, въпреки че не е имал правата.
Режисьорът е искал актьора Джон Касаветис да изиграе ролята на Рипли, но той отказва и предлага на негово място да бъде Денис Хопър. След като го избира за ролята, Вендерс решава всички мафиотски роли да бъдат изиграни от режисьорите Жерард Блейн, Николас Рей и Самюъл Фулер.
Вендерс включва много от любимата си музика в своите филми. В „Американският приятел“ се срещат цитати от песни на Ийзи Райдър, Боб Дилън, Кинкс, Бийтълс.

## Критика
Патриша Хайсмит първоначално не харесва филма. В биографичната книга „Талантливата мис Хайсмит: Скритият живот и сериозното творчество на Патриша Хайсмит“, авторът Йоан Шенкар цитира Вендерс: „Бях много щастлив от резултата и нямах търпение Патриша да види филма. Но тогава, за мое голямо съжаление, тя беше разочарована и не скри този факт, дори нямаше какво хубаво да каже след прожекцията. Месеци по-късно получих писмо от нея. Тя ми писа, че повторно е гледала филма и си е променила мнението.“ 
„Американският приятел“ влиза във фестивала в Кан през 1977 г. Той има 91% одобрение в сайта Rotten Tomatoes с обща оценка 7.33/10.
Филмът е избран за селекция на Западна Германия за „Най-добър чуждоезичен филм“ на 50-тите Награди на филмовата академия в САЩ.
На фестивала в Кан през 1977 г., Вим Вендерс е номиниран за Златна Палма.